# Pierre Villette
Pierre Villette (* 7. Februar 1926 in Duclair; † 6. März 1998 in Aix-en-Provence) war ein französischer Komponist.

## Leben und Werk
Villette entstammte einer musikalisch aktiven Familie und erlernte als Kind das Orgelspiel. Nach Unterricht durch Maurice Duruflé besuchte er von 1941 bis 1946 das Conservatoire de Paris. 1957 wurde er zum Direktor des Konservatoriums von Besançon ernannt. Aufgrund seiner angegriffenen Gesundheit übersiedelte in eine Region mit milderem Klima und übernahm 1968 die Leitung des Konservatoriums von Aix-en-Provence. 
Villettes Werkverzeichnis umfasst über achtzig Titel, darunter neben zahlreichen kammermusikalischen Werken auch Motetten, zwei Messen und eine Operette.